# Paitone
Paitone là một đô thị thuộc tỉnh Brescia trong vùng Lombardia ở Ý. Đô thị này có diện tích 7 km², dân số 1654 người.
Đô thị này giáp với các đô thị sau: Gavardo, Nuvolento, Prevalle, Serle, Vallio Terme.